# Pertuis (Vaucluse)
Pertuis è un comune francese di 18 997 abitanti situato nel dipartimento della Vaucluse della regione della Provenza-Alpi-Costa Azzurra.
Si trova lungo il percorso della Durance.

## Società

### Evoluzione demografica
Abitanti censiti

## Amministrazione

### Gemellaggi
- Alton[2]
- Este

## Monumenti e luoghi di interesse
- Castello di Val Joanis
- Chiesa Saint-Nicolas